# Zefevazia rosascostai
Zefevazia rosascostai is een keversoort uit de familie cognackevers (Bolboceratidae). De wetenschappelijke naam van de soort werd in 1954 gepubliceerd door Antonio Martínez.